# Sân bay Trat
Sân bay Trat (IATA: TDX, ICAO: VTBO), (tiếng Thái: ท่าอากาศยานตราด), là một sân bay tại phó huyện Bang Pit, huyện Laem Ngop, Trat, Thái Lan. Sân bay mở cửa năm 2003, sở hữu và điều hành bởi Bangkok Airways.

## Các hãng hàng không
| Hãng hàng không | Các điểm đến         |
| --------------- | -------------------- |
| Bangkok Airways | Bangkok–Suvarnabhumi |